# Robert Ouédraogo
Robert Ouédraogo (Ouagadougou, 5 giugno 1922 – Pabré, 2 febbraio 2002) è stato un presbitero e musicista burkinabé.

## Biografia
Dopo avere frequentato la scuola elementare alla scuola della missione cattolica, Ouédraogo ha proseguito gli studi scolastici al seminario minore di Pabré, dove ha ricevuto anche una formazione musicale di base, che gli ha permesso di suonare l'organo per accompagnare le funzioni religiose. Dopo gli studi al seminario maggiore di Komni, è stato ordinato sacerdote nel 1948. L'anno successivo è stato inviato a Roma per studiare all'Università Cattolica, dove ha conseguito il dottorato in diritto canonico. Tornato in patria ha cominciato ad esercitare il ministero sacerdotale, coniugandolo con la sua passione per la musica e l’arte. Favorevole all'introduzione nella liturgia di elementi tradizionali africani, ha composto nel 1954 la Messe des savanes in cui, accanto alle parole e alla formulazione latina della messa, compaiono elementi musicali e ritmi africani.
Nel 1956 ha introdotto il tam-tam nelle celebrazioni religiose in una chiesa; nello stesso anno, con il canto della corale del seminario minore di Pabré, la Messe des savanes è diventata un disco. Nel 1959 Ouédraogo è stato nominato animatore della Jeunesse Etudiante Catholique (JEC) e ha cominciato a comporre canti religiosi per i giovani. Nel 1960 è stato incaricato dal presidente Maurice Yaméogo di comporre l'inno nazionale dell'Alto Volta. Ouédraogo si è dedicato allo studio delle tradizioni musicali dei Mossi, la principale etnia burkinabé e ha pubblicato il Traité sur la musique mossi, che ha presentato nel 1961 a Colonia al congresso di musica religiosa. Dopo avere frequentato a Parigi un corso di perfezionamento sulla catechesi e la liturgia, Ouédraogo è diventato direttore della prima scuola di musica burkinabé promossa dal Ministero dell’educazione e della cultura.
Nel 1975 ha promosso la formazione della corale Naaba Sanom, che nel 1977 ha partecipato al festival di Lagos ottenendo successo. Nel 1980 la corale ha animato la settimana africana dell’UNESCO; in seguito si è esibita con successo in Europa e nel 1990 ha animato in Burkina Faso la settimana nazionale della cultura. Nel 1998, dopo il cinquantesimo anniversario dell’ordinazione sacerdotale, Ouedraogo ha abbandonato i suoi incarichi e si è ritirato nella parrocchia Notre-Dame de Kologh-Naba a Ouagadougou.

## Discografia
- 1956: Messe des savanes

## Onorificenze
- Ordine Nazionale del Burkina Faso - 1990